# 上海數據交易所
上海数据交易所是位於中華人民共和國上海市浦東新區的一個數據交易平台。該數據所有個全数字化交易系统。上線交易的數據需要登記，登記成功後會頒發数据产品登记凭证，每條數據都會被分配到一個碼，這樣交易的數據可以追查和統計。此外該所還設立数据产品说明书制度。

## 歷史
上海数据交易所於2021年11月25日正式成立開業當天，有20個數據產品掛牌，其中中國工商银行上海分行和国家電网上海电力就“企业电智绘”数据产品達成交易；数库科技和九坤投资完成了量化资產管理领域的首笔数据交易。2022年8月24日，上海数据交易所设立数字资产交易板块。2024年6月28日，上海数据交易所宣佈中国首个数据资产交易市场开始试运行。2024年9月，上海数据交易所开设生物医药专区。

## 外部連結
- 官方网站